# Árkosi Ferenczi Kálmán
Árkosi Ferenczi Kálmán (Medesér, 1877 – Budapest, 1918) magyar költő, író.

## Életrajza
Tanulmányait Kolozsvárott végezte, az Unitárius Kollégiumban. Első irodalmi próbálkozásai az iskola lapjában jelentek meg, ekkor epigrammákat, szatírákat, balladákat írt. Tanulmányai befejeztével, 1897-ben Pestre költözött, ahol a Pénzügyminisztériumban kapott tisztviselői állást. Tanulmányait levelező úton folytatta a Kolozsvári Tudományegyetem jogi karán, államtudományi doktorátust szerzett. Ez idő tájt kezdett elbeszéléseket is írni, amelyek a Pesti Hirlap-ban, a Budapesti Napló-ban, a Vasárnapi Újság-ban és az Új Nemzedék-ben jelentek meg. Első önálló kötete az 1904-ben kiadott Költemények volt, a könyvet az Unitárius Közlöny című lapban Barabás Ábel méltatta. A több ciklusra osztható munka legértékesebb darabjai a kuruc nóták. Szintén 1904-ben jelent meg első regénye is, Buzgóság címmel. Vári Albert, az Unitárius Közlöny-ben 1905-ben megjelent Buzgóság című cikkében  írja, hogy a szerző mindkét munkából 50-50 példányt ajánlott fel a Székelyudvarhelyen felépítendő unitárius templom javára. Egyéb ismertebb munkái: Rajongó (verses regény, 1904); A pálfalvi szélmolnár (elbeszélések, 1911); Guzsalyosban (1914).